# 平反 (苏联)
平反（俄语：реабилитация）是苏联和后苏联国家使用的一个术语。从1953年约瑟夫·斯大林去世后开始，苏联政府着手对那些曾经遭到无根据镇压和刑事起诉的人进行政治和社会上的平反，使受害者恢复无罪之身。许多情况下，平反是以追认的形式进行的，因为成千上万的受害者已被处决或死于劳改营。
苏联政府还对一些在斯大林时期被迁移的少数民族群体进行平反，允许他们返回原居住地，并在某些情况下恢复他们在原地区的自治地位。